# Epiniac
Epiniac ou Épiniac est une commune française située dans le département d'Ille-et-Vilaine en région Bretagne, peuplée de 1 423 habitants.

## Géographie
Epiniac fait partie du canton de Dol-de-Bretagne dans le département d'Ille-et-Vilaine en région Bretagne.

### Communes limitrophes
| Dol-de-Bretagne | Baguer-Pican |                   |
| Baguer-Morvan   | Epiniac      | La Boussac        |
| Bonnemain       | Trémeheuc    | Broualan / Cuguen |

### Lieux-dits
- la Bigotière
- la Chevrais
- la Cour
- la Croix de Pierre
- la Durantais
- la Foltiere
- la Gauronniere
- la Grivais
- la Haute Fresnais
- la Higourdais
- le Loup Pendu (Au Moyen-âge, on pendait le loup qui venait d'être abattu à un arbre, ceci avec un certain cérémonial. Cette coutume semble avoir une origine celte.)
- la Luzardiere
- la Madrelle
- la Maison Neuve
- la Morandais
- la Pequinaie
- la Pommerais
- la Pompe
- la Provostais
- la Rochelle
- la Touche
- la Vieux Ville
- la Ville Herve
- la Ville Jean
- la Ville Oubert
- la Villeroux
- Launay Paume
- le Bahut
- le Breil
- le Chauchix Vert
- le Coucou
- le Croiset
- le Freux Heulin
- le Gage
- le Grand Bois Gervilly
- le Haut Rayer
- le Moulin de la Vieux Ville
- le Moulin des Balluais
- le Petit Bois Gervilly
- le Pommier
- le Pontsault
- le Rocher aux Bœufs
- le Rocher Rougeul
- le Val Sourdan
- les Appelais
- les Balluais
- les Chalonges
- les Corbonnais
- les Landes de la Vieux Ville
- les Ormes
- Malhaire
- Mi Voie
- Mort A Cœur
- Raingo
- Rayer
- Travidal
- Vilhoet
- Cadran

### Hydrographie
Pour un article plus général, voir Réseau hydrographique d'Ille-et-Vilaine.
La commune est située dans le bassin Loire-Bretagne. Elle est drainée par le Guyoult, le Landal, le ruisseau de landal et le ruisseau de Pont melin,,.
Le Guyoult, d'une longueur de 33 km, prend sa source dans la commune de Cuguen et se jette  dans la Manche en limite du Vivier-sur-Mer et de Mont-Dol, après avoir traversé dix communes. Les caractéristiques hydrologiques de Guyoult sont données par la station hydrologique située dans la commune. Le débit moyen mensuel est de 0,471 m3/s. Le débit moyen journalier maximum est de 12 m3/s, atteint lors de la crue du 13 novembre 2000. Le débit instantané maximal est quant à lui de 17,1 m3/s, atteint le même jour.
Le Landal, d'une longueur de 11 km, prend sa source dans la commune de Trémeheuc et se jette  dans le Guyoult à Baguer-Pican. 
Un plan d'eau complète le réseau hydrographique : l'étang de Ceinture, d'une superficie totale de 6,3 ha (0 ha sur la commune),.

### Climat
Pour des articles plus généraux, voir Climat de la Bretagne et Climat d'Ille-et-Vilaine.
En 2010, le climat de la commune est de type climat océanique franc, selon une étude du CNRS s'appuyant sur une série de données couvrant la période 1971-2000. En 2020, Météo-France publie une typologie des climats de la France métropolitaine dans laquelle la commune est exposée à un climat océanique et est dans la région climatique  Bretagne orientale et méridionale, Pays nantais, Vendée, caractérisée par une faible pluviométrie en été et une bonne insolation. Parallèlement l'observatoire de l'environnement en Bretagne publie en 2020 un zonage climatique de la région Bretagne, s'appuyant sur des données de Météo-France de 2009. La commune est, selon ce zonage, dans la zone « Intérieur Est », avec des hivers frais, des étés chauds et des pluies modérées.  
Pour la période 1971-2000, la température annuelle moyenne est de 11,3 °C, avec une amplitude thermique annuelle de 12,5 °C. Le cumul annuel moyen de précipitations est de 849 mm, avec 12,9 jours de précipitations en janvier et 7,8 jours en juillet. Pour la période 1991-2020, la température moyenne annuelle observée sur la station météorologique la plus proche, située sur la commune de Pontorson à 15 km à vol d'oiseau, est de 11,9 °C et le cumul annuel moyen de précipitations est de 821,3 mm,. Pour l'avenir, les paramètres climatiques de la commune estimés pour 2050 selon différents scénarios d'émission de gaz à effet de serre sont consultables sur un site dédié publié par Météo-France en novembre 2022.

## Urbanisme

### Typologie
Au 1er janvier 2024, Epiniac est catégorisée commune rurale à habitat dispersé, selon la nouvelle grille communale de densité à sept niveaux définie par l'Insee en 2022.
Elle est située hors unité urbaine et hors attraction des villes,.

### Occupation des sols
L'occupation des sols de la commune, telle qu'elle ressort de la base de données européenne d'occupation biophysique des sols Corine Land Cover (CLC), est marquée par l'importance des territoires agricoles (87,6 % en 2018), une proportion sensiblement équivalente à celle de 1990 (88 %). La répartition détaillée en 2018 est la suivante : terres arables (45,8 %), zones agricoles hétérogènes (23 %), prairies (18,8 %), forêts (5,3 %), espaces verts artificialisés, non agricoles (4,6 %), zones urbanisées (2,5 %). L'évolution de l'occupation des sols de la commune et de ses infrastructures peut être observée sur les différentes représentations cartographiques du territoire : la carte de Cassini (XVIIIe siècle), la carte d'état-major (1820-1866) et les cartes ou photos aériennes de l'IGN pour la période actuelle (1950 à aujourd'hui).

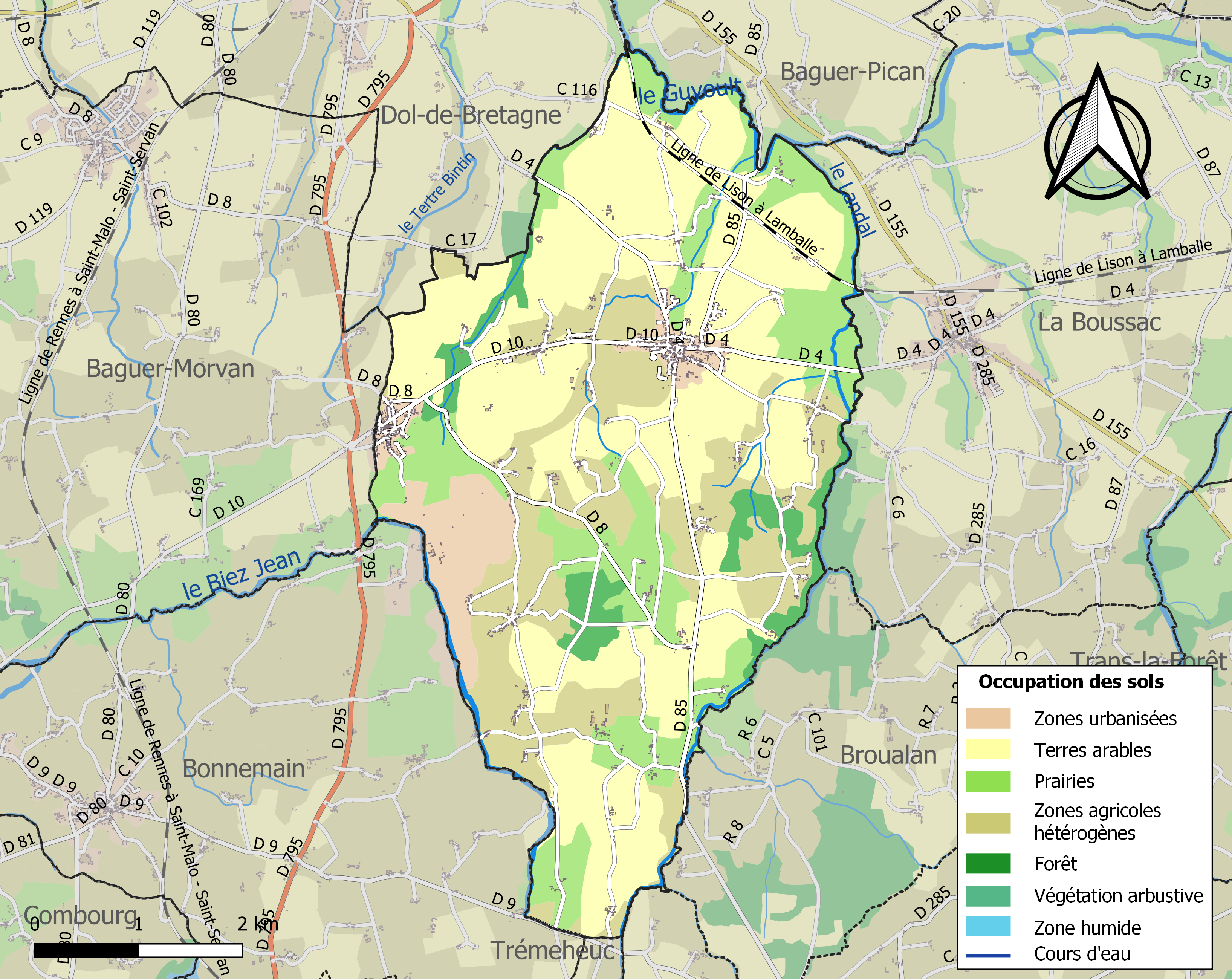
Carte des infrastructures et de l'occupation des sols de la commune en 2018 (CLC).

## Toponymie
Le nom de la localité est attesté sous les formes Spiniac en 1137, parochia de Espiniac en 1200, Espiniacum au XVIe siècle.
Signification : « lieu où poussent des buissons épineux », forme hybride gallo-romane issue du latin spīna « épine (arbre), épine (pointe acérée), buisson d'épine, épineux » (d'où l'évolution régulière Spin- > Espin- > Épin-, le français épine venant du latin spīna), suivi du suffixe de localisation d'origine gauloise -(i)acum, parfois associé à des noms de végétaux par confusion avec le suffixe -etum (cf. Spinetum > Épinay). Spiniac peut être à la fois un calque du gaulois Sparnacum (> Épernay) et du vieux breton Spernoc (> Le Spernec, Sarzeau) dont le sens est identique.
Remarque : Albert Dauzat qui ne connaît pas de forme ancienne préfère voir dans Épiniac, un anthroponyme *Spinius, non attesté.
Le gentilé est Epiniacais ou Épiniacais. 
Epinia en gallo.

## Histoire
La paroisse d'Épiniac faisait partie du doyenné de Dol relevant de l'évêché de Dol et avait pour vocable Saint-Pierre.
Mathilde, dame de Landal, cède en 1228 les dîmes d'Épiniac aux moines de l'abbaye Notre-Dame du Tronchet, qui en juillet 1244 les cèdent au chapitre de Dol.

### La Révolution
Le 18 floréal an II (7 mai 1794), Epiniac a absorbé la commune de Saint-Léonard.

### XXesiècle
Le 2 août 1944,  commune est libérée par le Combat Command B de la 6e division blindée des États-Unis. La matinée du 4 août 1944, le 329e régiment d'infanterie de la 83e division d‘infanterie américaine et le 322e bataillon d'artillerie s'installeront brièvement dans la commune en vue d'attaquer Dol-de-Bretagne. Un peu plus tard, un poste de secours sera installé à Saint-Léonard.

## Politique et administration
| Période                                  | Période   | Identité                    | Étiquette | Qualité                            |
| ---------------------------------------- | --------- | --------------------------- | --------- | ---------------------------------- |
| 1983                                     | mars 2001 | René Houitte de la Chesnais |           | Ancien général du cadre de réserve |
| mars 2001                                | mars 2008 | Joëlle Trufflet             |           | Acheteur industriel à la retraite  |
| mars 2008                                | mars 2014 | Xavier Guillier             |           | Agriculteur retraité               |
| mars 2014                                | En cours  | Sylvie Ramé-Prunaux         | DVD       | Professeur des écoles              |
| Les données manquantes sont à compléter. |           |                             |           |                                    |

## Démographie
L'évolution du nombre d'habitants est connue à travers les recensements de la population effectués dans la commune depuis 1793. Pour les communes de moins de 10 000 habitants, une enquête de recensement portant sur toute la population est réalisée tous les cinq ans, les populations de référence des années intermédiaires étant quant à elles estimées par interpolation ou extrapolation. Pour la commune, le premier recensement exhaustif entrant dans le cadre du nouveau dispositif a été réalisé en 2004.
En 2022, la commune comptait 1 423 habitants, en évolution de −0,21 % par rapport à 2016 (Ille-et-Vilaine : +5,46 %, France hors Mayotte : +2,11 %).
| 1793  | 1800  | 1806  | 1821  | 1831  | 1836  | 1841  | 1846  | 1851  |
| ----- | ----- | ----- | ----- | ----- | ----- | ----- | ----- | ----- |
| 1 767 | 1 883 | 1 894 | 1 984 | 2 076 | 1 963 | 2 052 | 2 141 | 2 082 |

| 1856  | 1861  | 1866  | 1872  | 1876  | 1881  | 1886  | 1891  | 1896  |
| ----- | ----- | ----- | ----- | ----- | ----- | ----- | ----- | ----- |
| 2 158 | 2 163 | 2 093 | 2 166 | 2 267 | 2 262 | 2 214 | 2 155 | 2 063 |

| 1901  | 1906  | 1911  | 1921  | 1926  | 1931  | 1936  | 1946  | 1954  |
| ----- | ----- | ----- | ----- | ----- | ----- | ----- | ----- | ----- |
| 2 016 | 1 916 | 1 768 | 1 595 | 1 482 | 1 524 | 1 439 | 1 395 | 1 328 |

| 1962  | 1968  | 1975  | 1982  | 1990  | 1999  | 2004  | 2006  | 2009  |
| ----- | ----- | ----- | ----- | ----- | ----- | ----- | ----- | ----- |
| 1 248 | 1 126 | 1 064 | 1 104 | 1 105 | 1 078 | 1 122 | 1 163 | 1 345 |

| 2014  | 2019  | 2022  | - | - | - | - | - | - |
| ----- | ----- | ----- | - | - | - | - | - | - |
| 1 401 | 1 417 | 1 423 | - | - | - | - | - | - |

## Lieux et monuments
- Église Saint-Pierre édifiée par l'architecte Arthur Regnault de 1891 à 1904. Elle renferme un bas-relief du XVe siècle, classé, figurant la Dormition de la Vierge[34], ainsi que 16 verrières réalisées en 1904 par le peintre verrier chartrain Charles Lorin et répertoriées dans l'inventaire général du patrimoine culturel.
- Église Saint-Léonard du XVIIIe siècle.
- Les vestiges de l'abbaye Notre-Dame de la Vieuville, abbaye de moines de l' Ordre cistercien, fondée au XIIe siècle (1137-1791), supprimée à la Révolution française, inscrits par arrêté du 14 janvier 2002[35].
- Château des Ormes, XVIe siècle, extérieur visitable lors des portes ouvertes annuelles.
- Étang des Ormes, un des étangs mésotrophes initiaux d'Ille-et-Vilaine[36].
- Le parc de la Higourdais, espace naturel préservé.

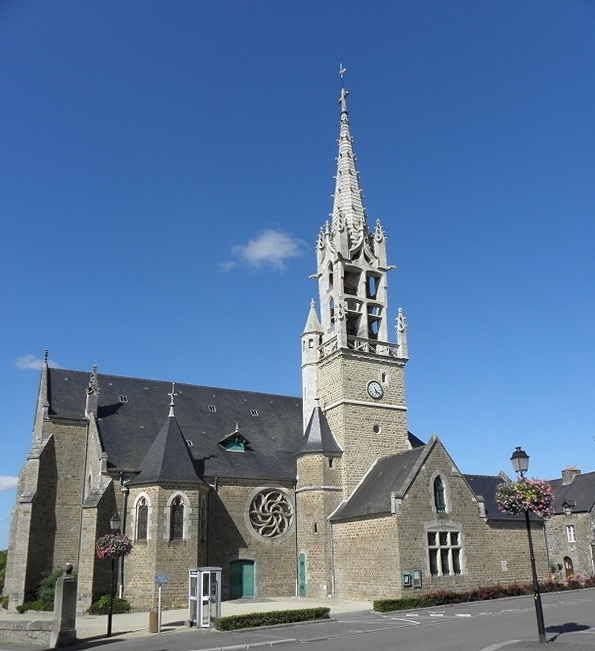
L'église Saint-Pierre d'Épiniac.
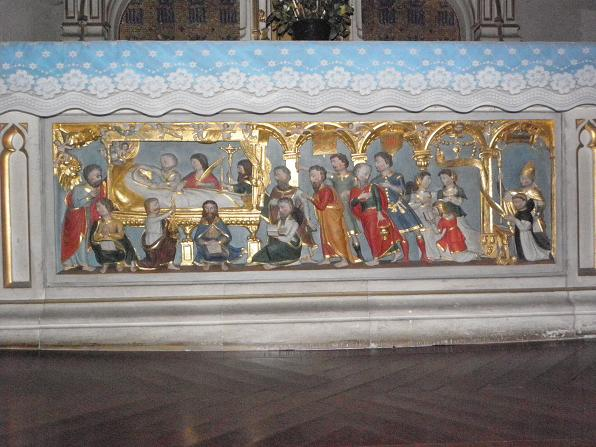
Le bas-relief de la Dormition de la Vierge.

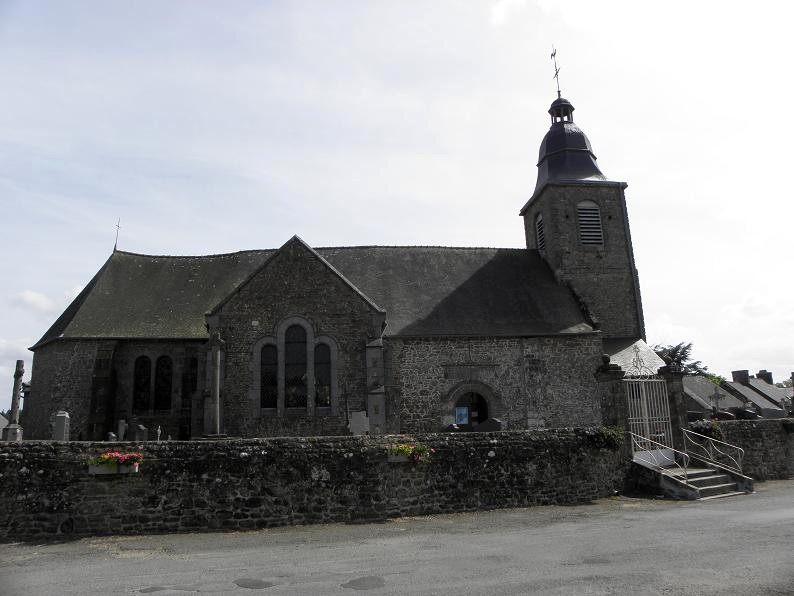
L'église Saint-Léonard d'Épiniac.
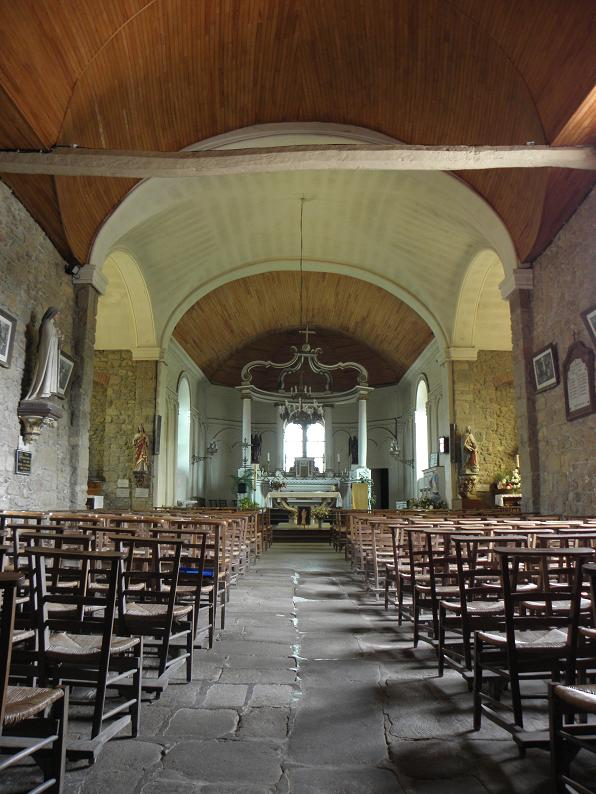
L'intérieur de l'église Saint-Léonard d'Épiniac.

### Le Domaine des Ormes
C'est un grand domaine s'étalant sur environ 200 hectares. Cette propriété de la famille Houitte de La Chesnais depuis le XIXe siècle est aujourd'hui qualifiée de Domaine et Resort touristique.
Toujours géré par la famille, ce site qui emploie 80 salariés à l'année et 250 en saison a trois vocations :

1- Le tourisme, avec son camping*****, son hôtel*** et ses célèbres cabanes dans les arbres et sur l'eau. Sa particularité est la quantité d'activités proposées à ses résidents (parcours aventure, paintball, tir à l'arc, ski nautique, parcs aquatiques, etc.) et la grande variété de type d'hébergements disponibles (2 500 lits) et de restauration (4 établissements).

2- Le sport, avec un golf 18 trous et son école de golf et un centre équestre-poney club, est aussi présent sur le site. Ils sont proposés aux vacanciers mais sont surtout destinés aux habitants locaux pour les cours et la compétition dans les deux disciplines. On y trouve aussi un club de cricket fréquenté par les Anglais vivant dans les environs.

3- Les séminaires d'entreprises, avec une quinzaine de salles de réunion, l'hébergement disponible, les restaurants et les activités sportives. Un centre de formation, l'Académie des Ormes, a été créé en 2013 pour former les salariés dans le management, l'accueil client, les langues, le secourisme, etc., que ce soit pour le tourisme ou tout autre secteur d'activité.

## Personnalités liées à la commune
- François Thomas Tréhouart (1798-1873), amiral et homme politique, né dans la commune.
- Auguste Denis-Brunaud (1903-1985), artiste-peintre, a résidé à Epiniac.
- Famille Houitte de La Chesnais